# الهيئة العليا للرقابة على المناقصات والمزايدات (اليمن)
الهيئة العليا للرقابة على المناقصات والمزايدات هي هيئة حكومية يمنية تُعنى بالرقابة على أعمال المناقصات والمزايدات الحكومية، وتخضع لإشراف رئيس الجمهورية.

## النشأة
أنشئت بحسب القانون رقم 23 لسنة 2007، بشأن المناقصات والمزايدات، الذي نص على إنشاء هيئة عُليا مُستقلة تسمى "الهيئة العليا للرقابة على المناقصات والمزايدات"، وبناءً عليه فقد صدر بتاريخ 18 أغسطس 2009 قرار رئيس الجمهورية رقم (17) بتعيين أعضاء مجلس إدارة الهيئة العليا للرقابة على المناقصات والمزايدات، وفي 16 سبتمبر عام 2013 صدر قرار آخر لرئيس الجمهورية يحمل رقم (55) بتعيين مجلس إدارة جديد للهيئة العليا، وتتمتع الهيئة بالشخصية الاعتبارية والاستقلال المالي والإداري، وتخضع لإشراف رئيس الجمهوريـة.

## طالع أيضًا
- الهيئة الوطنية العليا لمكافحة الفساد.

## وصلات خارجية
- أهداف الهيئة.
- المهام والاختصاصات.
- عن الشكاوى والتظلمات.
- مشروع نظام معلومات المشتريات الحكومية.